# Gustavo Morínigo
Gustavo Morínigo (ur. 23 stycznia 1977 w Coronel Blas Garay) – paragwajski piłkarz występujący na pozycji pomocnika, trener piłkarski.

## Kariera klubowa
Gustavo Morínigo zawodową karierę rozpoczynał w 1996 roku w zespole Club Libertad. Początkowo pełnił tam rolę rezerwowego, jednak w miarę regularnie dostawał szanse gry. W 2000 roku Paragwajczyk został wypożyczony do Club Guaraní, a po powrocie do Libertadu wywalczył sobie już miejsce w podstawowym składzie. W sezonie 2002 Morínigo w 27 spotkaniach strzelił trzynaście bramek i był jednym z najlepszych strzelców w zespole. Przyczynił się do zdobycia przez swoją drużynę dziewiątego w historii klubu tytułu mistrza kraju. Rozgrywki paragwajskiej ekstraklasy Libertad wygrywał także w 2003 i 2006 roku. Podczas pobytu w ekipie „Gumarelo” Morínigo trzy razy był wypożyczany do innych zespołów. Oprócz krótkiego pobytu w Club Guaraní, Paragwajczyk zaliczył także epizod w Argentinos Juniors Buenos Aires oraz Deportivo Cali. W 2007 roku Morínigo podpisał kontrakt z Cerro Porteño, a następnie trafił do Club Nacional.

## Kariera reprezentacyjna
W reprezentacji swojego kraju Morínigo zadebiutował w 2001 roku. W 2002 roku szkoleniowiec Paragwajczyków - Cesare Maldini powołał go do 23-osobowej kadry na Mistrzostwa Świata. Na turnieju tym ekipa „Guarani” dotarła do 1/8 finału, gdzie przegrała z Niemcami 0:1. Na boiskach Korei Południowej i Japonii Morínigo pełnił rolę rezerwowego i wystąpił tylko w zremisowanym 2:2 meczu z Republiką Południowej Afryki, kiedy to w 72 minucie zastąpił Jorge Luisa Camposa. Łącznie dla drużyny narodowej Morínigo zaliczył osiemnaście występów i zdobył trzy gole.